# Perdita crotonis
Perdita crotonis is een vliesvleugelig insect uit de familie Andrenidae. De wetenschappelijke naam van de soort is voor het eerst geldig gepubliceerd in 1896 door Cockerell.